# Alhena
Alhena ist die Bezeichnung von Gamma Geminorum (γ Gem), dem dritthellsten Stern im Sternbild Zwillinge. Alhena hat eine Helligkeit von +1,9 mag und ist ein weißer Stern des Spektraltyps A0 und der Leuchtkraftklasse IV. Damit gehört Alhena zur Gruppe der Unterriesen. Die absolute Helligkeit beträgt −0,7 mag und die Entfernung ca. 100 Lichtjahre. Alhena besitzt die 160fache Leuchtkraft unserer Sonne und dabei eine Oberflächentemperatur von ca. 9000 K.
Der Name Alhena stammt von arabisch الهنعة, DMG al-hanʿa ‚das Brandzeichen auf der rechten Seite des Nackens eines Kameles‘. Eine andere Bezeichnung ist Almeisan von arabisch المیسان, DMG al-maysān ‚der glitzernde Stern‘.